# Лопатоногие
Лопатоногие моллюски (Скафоподы, лат. Scaphopoda) — класс морских моллюсков (Mollusca). Включает в себя 2 отряда, 26 родов, около 1000 видов. Лопатоногие известны с ордовика.

## Описание
Длина тела от 1,5 мм до 15 см. Тело двусторонне-симметричное, заключено в трубчатую раковину, напоминающую изогнутый клык или бивень слона. Нога (у некоторых видов редуцирована) обычно снабжена придатками в виде пары боковых лопастей либо зубчатого диска и приспособлена к рытью в грунте. На голове рот и многочисленные нитевидные придатки (каптакулы), служащие для поиска и захвата пищи. Глотка с челюстью и радулой (5 зубов в каждом сегменте).
Жабры редуцированны, дыхание происходит за счёт тонких складок мантий, которые расположены на стенке мантийной полости.
Кровеносная система лакунарного типа, циркуляция крови происходит благодаря сокращениям ноги. Сердце состоит из одного желудочка, предсердий нет.
Нервная система разбросанно-узловатого типа. Имеется пара статоцистов. В связи с роющим образом жизни глаза отсутствуют.
Питаются лопатоногие моллюски главным образом фораминиферами и другими микроорганизмами.

## Размножение и развитие
Лопатоногие — раздельнополые животные. Наружное оплодотворение. Личинка плавающая (стенокалимма).
Взрослые особи — обитатели морского дна, ведут роющий образ жизни. Иногда образуют на песчаных грунтах значительные скопления.

## Распространение
Распространены почти во всех морях, но в основном в тропических морях.